# Heather Tom
Heather Marie Tom (Hinsdale, Illinois; 4 de noviembre de 1975) es una actriz estadounidense, más conocida por haber interpretado a Victoria Newman en The Young and the Restless y a Katie Logan en la serie The Bold and the Beautiful.

## Biografía
Es hija de Charles y Marie Tom, y tiene dos hermanos: el actor David Tom y la actriz Nicholle Tom.
En agosto de 2011, anunció que se había comprometido con su novio de 15 años, el músico James Achor, con quien se casó el 17 de septiembre de 2011. Tienen un hijo, Zane Alexander Archor (28 de octubre de 2012).

## Carrera
En 1991 se unió al elenco principal de la telenovela The Young and the Restless, donde se convirtió en la segunda actriz en interpretar a Victoria Newman hasta 2003.
En 2007 se unió al elenco principal de la telenovela The Bold and the Beautiful, donde da vida a Katherine "Katie" Logan-Spencer hasta ahora.

## Filmografía

### Series de televisión
| Año             | Título                     | Personaje           | Notas         |
| --------------- | -------------------------- | ------------------- | ------------- |
| 2007 - presente | The Bold and the Beautiful | Katie Logan-Spencer | 922 episodios |
| 1991 - 2003     | The Young and the Restless | Victoria Newman     | 494 episodios |

### Películas
| Año  | Título           | Personaje | Notas |
| ---- | ---------------- | --------- | --- |
| 2014 | Imaginary Friend | Grace     | junto a Lacey Chabert, Ethan Embry, Amanda Schull, Paul Sorvino, Jacob Young, Marc McClure & Angeline-Rose Troy |

### Apariciones
| Año  | Programa      | Notas    |
| ---- | ------------- | -------- |
| 2013 | Home & Family | invitada |

### Teatro
| Año | Obra    | Personaje | Director (a) | Teatro           | Notas |
| --- | ------- | --------- | ------------ | ---------------- | ----- |
| -   | Prymate | Allison   | -            | Longacre Theater | -     |

## Premios y nominaciones
| Año  | Categoría                                  | Premio             | Serie                      | Resultado |
| ---- | ------------------------------------------ | ------------------ | -------------------------- | --------- |
| 2014 | Outstanding Lead Actress in a Drama Series | Daytime Emmy Award | The Bold and the Beautiful | Nominada  |
| 2013 | Outstanding Lead Actress in a Drama Series | Daytime Emmy Award | The Bold and the Beautiful | Ganadora  |